# Marilyn Monroe/Filmografie

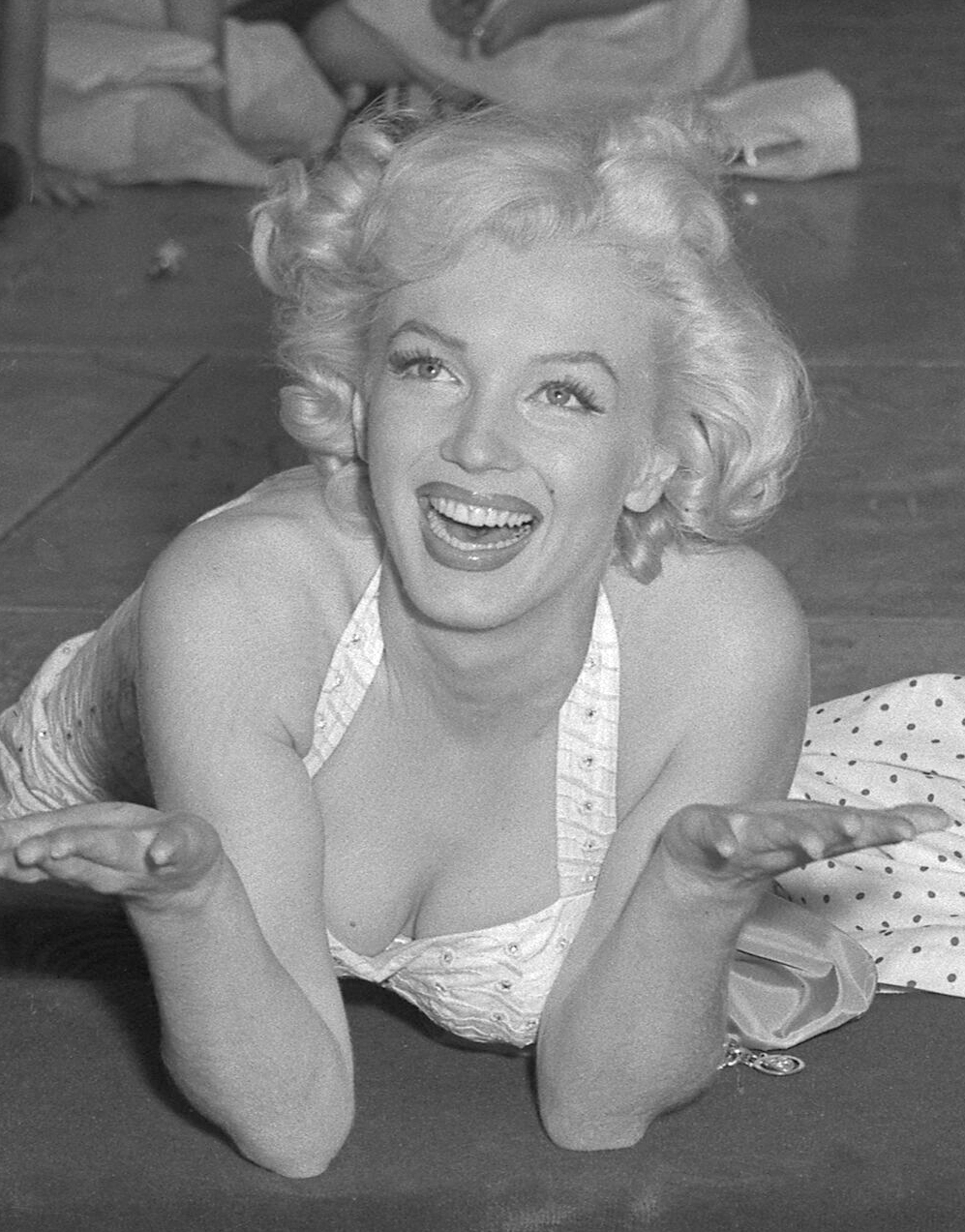
Marilyn Monroe (1953)

Die Filmografie Marilyn Monroes nennt die Kinofilme, in denen die Schauspielerin Marilyn Monroe mitgewirkt hat. Von 1947 bis 1962 spielte sie in 30 Filmen mit, zuzüglich einiger Einsätze als Komparsin. In 13 großen Produktionen und einem B-Movie spielte sie eine Hauptrolle. Ihre reguläre deutsche Synchronstimme war Margot Leonard.

## Überblick

### Kleine Nebenrollen und erste Hauptrolle 1947–1952
Marilyn Monroe hatte ihr Debüt in der 1947 gedrehten Komödie Scudda Hoo! Scudda Hay! (1948), mit einem Auftritt von etwa vier Sekunden Dauer. In Dangerous Years (1947), der vor ihrem Debütfilm herauskam, hatte sie eine kleine Nebenrolle als Serviererin. Es folgten eine Hauptrolle als Revue-Girl und Sängerin in dem preiswert produzierten B-Movie Ich tanze in dein Herz (1948) und ein viel beachteter Kurzauftritt in der Komödie Love Happy (1949) an der Seite von Groucho Marx. In John Hustons Film noir Asphalt-Dschungel (1950), den sie zeitlebens für einen ihrer besten hielt, konnte sie erstmals ihr schauspielerisches Talent zeigen. In der Oscar-prämierten Tragikomödie Alles über Eva (1950) mit Bette Davis hatte sie eine kleine, aber nicht unwichtige Nebenrolle als ambitionierte Nachwuchsschauspielerin, die ihr wie auf den Leib geschrieben war. Für viele ihrer frühen Filme wurde sie von den Studios vor allem wegen ihrer Schönheit und Ausstrahlung engagiert, häufig für kleine Nebenrollen als attraktive Sekretärin. Ihre Leinwandpräsenz war jedoch auch in den Nebenrollen bemerkenswert. Insbesondere in Love Nest (1951) erregte sie Aufmerksamkeit als verführerische Nebenbuhlerin von June Haver. Eine Ausnahme war Fritz Langs Milieustudie Vor dem neuen Tag (1952), in der sie eine selbstbewusste junge Arbeiterin darstellt. In Wir sind gar nicht verheiratet (1952) hatte sie eine kleine Rolle als angehende Schönheitskönigin. Ihre erste Hauptrolle in einer großen Produktion folgte mit dem Drama Versuchung auf 809 (1952) an der Seite Richard Widmarks. Regisseur Roy Baker verwendete immer die erste Aufnahme jeder Szene. Trotz wenig Erfahrung im dramatischen Fach konnte sie in der Charakterrolle eines psychopathischen Kindermädchens überzeugen. Es folgten ein Cameo-Auftritt als Straßenmädchen in dem Episodenfilm Fünf Perlen (1952) sowie eine weitere komische Nebenrolle als attraktive Sekretärin in Liebling, ich werde jünger (1952) an der Seite Cary Grants.

### Durchbruch mit Thriller, Komödien und Musikfilme 1953–1955
In Niagara (1953) spielte Monroe ihre zweite Hauptrolle in einer großen Produktion. Henry Hathaway inszenierte den Thriller im Stil des Film noir und setzte ihre erotische Ausstrahlung als Femme fatale eindrucksvoll in Szene. Die Charakterrolle war ein Meilenstein in ihrer Karriere und machte sie zum internationalen Filmstar. In den folgenden Jahren wurde sie von der 20th Century Fox auf den Typ der naiven, lasziven Blondine festgelegt. In der burlesken Musikkomödie Blondinen bevorzugt (1953) spielten sie und Jane Russell zwei Showgirls, und sie sang mehrere bekannte Lieder; in der Komödie Wie angelt man sich einen Millionär? (1953) mit Betty Grable und Lauren Bacall war sie als kurzsichtiges Model zu sehen. Sie überzeugte mit ihrem Talent als Komödiantin und Sängerin und avancierte zum größten Star Hollywoods. In Fluß ohne Wiederkehr (1954) spielte sie an der Seite von Robert Mitchum ihre einzige Hauptrolle in einem klassischen Western. Zu Otto Premingers Regiearbeit merkte sie kritisch an, die Landschaftsaufnahmen in Cinemascope seien wichtiger als die Schauspielkunst. Ein erneutes Rollenangebot als Showgirl in dem Filmmusical Rhythmus im Blut (1954) übernahm sie nur, da die Fox-Studios ihr im Gegenzug die Hauptrolle als „Das Mädchen“ in Billy Wilders Komödie Das verflixte 7. Jahr (1955) versprachen, eine Glanzrolle, die sie mit ironischem Unterton spielte. Die Szene, in der ihr Kleid über einem U-Bahn-Schacht hochgeweht wird, wurde legendär. Die Filme waren sehr erfolgreich und sind heute Klassiker.

### Anspruchsvollere Rollen und erfolgreichste Komödie 1956–1962
Nachdem sie in New York am Actors Studio bei Lee Strasberg Schauspiel studiert hatte, bestand sie auf anspruchsvolleren Rollen. Für ihre Charakterdarstellung einer mäßig talentierten Nachtclubsängerin in Joshua Logans Bus Stop (1956), der Adaption eines Bühnenstücks, bekam sie gute Kritiken. Für ihre Rolle in Der Prinz und die Tänzerin (1957) wurde sie mit einem David di Donatello und einem Étoile de Cristal ausgezeichnet. Die Komödie wurde von ihrer Filmproduktionsfirma realisiert, Laurence Olivier spielte die zweite Hauptrolle und führte auch Regie. Ihren größten Erfolg hatte sie in ihrer typischen Rolle als naive, laszive Blondine. Für Wilders Manche mögen’s heiß (1959) mit Jack Lemmon und Tony Curtis wurde sie mit einem Golden Globe als beste Hauptdarstellerin in Komödie oder Musical geehrt und wurde Zweite bei den Laurel Awards. Der Film gilt heute als die beste amerikanische Komödie aller Zeiten. George Cukors Komödie Machen wir’s in Liebe (1960) mit Yves Montand wurde trotz witzigen Plots und guter Kritiken kein kommerzieller Erfolg. Mit Misfits – Nicht gesellschaftsfähig (1961), nach dem Drehbuch ihres Ehemannes Arthur Miller, schaffte sie den ersehnten Wechsel ins Charakterfach. An der Seite von Clark Gable spielte sie eine Außenseiterin, die von ihren Mitmenschen enttäuscht wird. Regie in dem Westerndrama führte John Huston, der zu den stilbildenden Filmemachern des amerikanischen Kinos zählt. Ihre Leistung wurde von der Kritik gelobt; finanziell war der Film aufgrund der depressiven Grundstimmung jedoch ein Misserfolg. Something’s Got to Give (1962) blieb aufgrund Monroes Tod unvollendet.

## Filmografie
In der folgenden Filmografie sind alle Filme Marilyn Monroes in der Reihenfolge des Erscheinungsjahres tabellarisch aufgelistet. Die Spalten benennen im Einzelnen:
- Jahr: Jahr, in dem der Film erstmals erschienen ist
- Deutscher Titel: Deutscher Titel des Films, sofern vorhanden
- Originaltitel: Originaltitel des Films
- Rolle und Anmerkungen: Rolle, die Marilyn Monroe in diesem Film verkörpert, und zusätzliche Informationen
 uncredited kennzeichnet Rollen, für die Monroe nicht im Abspann genannt wurde
- Mitwirkende: Weitere Hauptdarsteller des Films
- Regie: Regisseur des Films
- Genre und Daten: Genre des Films und Länge in der Kinofassung (→ PAL-Beschleunigung) sowie Produktion in Schwarz-Weiß (sw) oder Farbe (f)
- Studio: Gesellschaft, die Produktion, Filmverleih und -vertrieb sowie Filmvorführung kontrollierte (→ Studiosystem)
 CP: Columbia Pictures • Fox: 20th Century Fox • MGM: Metro-Goldwyn-Mayer • RKO: RKO Pictures • UA: United Artists • WB: Warner Bros.
- Farbschema:

| Komparsin  |
| Nebenrolle |
| Hauptrolle |

| Inhaltsverzeichnis | 1940er | 1950er | 1960er |

| Jahr | Deutscher Titel                                  | Originaltitel                                  | Rolle Anmerkungen | Mitwirkende                                                | Regie                | Genre Daten                 | Studio |
| ---- | ------------------------------------------------ | ---------------------------------------------- | --- | ---------------------------------------------------------- | -------------------- | --------------------------- | ------ |
|      |                                                  |                                                | 1940er |                                                            |                      |                             |        |
| 1947 |                                                  | The Shocking Miss Pilgrim                      | Komparsin – Sprechrolle als Telefonistin uncredited Mit Betty Grable als Suffragette | Betty Grable, Dick Haymes                                  | George Seaton        | Komödie 85 min/f            | Fox    |
| 1947 |                                                  | Dangerous Years                                | Evie – Serviererin in Musiklokal Kleine Nebenrolle in Jugenddrama; Monroes zweite Rolle | Billy Halop, Ann E. Todd                                   | Arthur Pierson       | Drama 62 min/sw             | Fox    |
| 1948 |                                                  | You Were Meant for Me                          | Komparsin uncredited Unbestätigter Auftritt; spielt zur Zeit der Great Depression | Dan Dailey, Jeanne Crain                                   | Lloyd Bacon          | Komödie 92 min/sw           | Fox    |
| 1948 |                                                  | Scudda Hoo! Scudda Hay!                        | Betty – Highschool-Mädchen uncredited Debüt mit Auftritt von 4 Sekunden; gedreht 1947 | June Haver, Natalie Wood                                   | F. Hugh Herbert      | Komödie 95 min/f            | Fox    |
| 1948 |                                                  | Green Grass of Wyoming                         | Komparsin – Square-Dance-Tänzerin uncredited Familiengeschichte auf Pferderanch in Wyoming | Peggy Cummins, Charles Coburn                              | Louis King           | Pferdefilm 89 min/f         | Fox    |
| 1948 | Ich tanze in dein Herz                           | Ladies of the Chorus                           | Peggy Martin – Revuegirl hat heimlichen Verehrer Erster großer Filmauftritt mit Hauptrolle in B-Movie                                                                                                  | Adele Jergens, Rand Brooks                                 | Phil Karlson         | Musical 61 min/sw           | CP     |
| 1949 | Love Happy (Die Marx Brothers im Theater)        | Love Happy                                     | Klientin von Detektiv Grunion mit Sexappeal Vielbeachteter Kurzauftritt an der Seite von Groucho Marx                                                                                                  | Harpo Marx, Chico Marx, Groucho Marx                       | David Miller         | Komödie 85 min/sw           | UA     |
|      |                                                  |                                                | 1950er |                                                            |                      |                             |        |
| 1950 |                                                  | A Ticket to Tomahawk                           | Clara – Sängerin und Tänzerin uncredited Kleine Nebenrolle als Mitglied einer Revuetruppe | Dan Dailey, Anne Baxter, Rory Calhoun                      | Richard Sale         | Western 90 min/f            | Fox    |
| 1950 | Asphalt-Dschungel                                | The Asphalt Jungle                             | Angela Phinlay – naive Geliebte eines korrupten Anwalts Erste größere Nebenrolle in einer großen Produktion                                                                                            | Sterling Hayden, Louis Calhern, Jean Hagen                 | John Huston          | Film noir 112 min/sw        | MGM    |
| 1950 | Der einsame Champion                             | Right Cross                                    | Dusky Ledoux – halbseidenes Fotomodell uncredited Kleine Nebenrolle als attraktive Blondine | June Allyson, Dick Powell                                  | John Sturges         | Drama 90 min/sw             | MGM    |
| 1950 | Rollschuh-Fieber                                 | The Fireball (auch: The Challenge)             | Polly – Groupie eines Rollschuhläufers Kleine Nebenrolle als attraktive Blondine | Mickey Rooney, Pat O’Brien                                 | Tay Garnett          | Sportfilm 84 min/sw         | Fox    |
| 1950 | Alles über Eva                                   | All About Eve                                  | Miss Claudia Caswell – ehrgeizige Nachwuchsschauspielerin Bedeutendere Nebenrolle in Oscar-prämiertem Film                                                                                             | Bette Davis, Anne Baxter, George Sanders                   | Joseph L. Mankiewicz | Tragi- komödie 138 min/sw   | Fox    |
| 1951 | Hometown Story (Headline Story)                  | Home Town Story                                | Iris Martin – gewitzte Sekretärin in einem Zeitungsbüro Kleine Nebenrolle als attraktive Blondine | Jeffrey Lynn, Alan Hale, Jr., Donald Crisp                 | Arthur Pierson       | Drama 61 min/sw             | MGM    |
| 1951 |                                                  | As Young as You Feel                           | Harriet – kurvenreiche Sekretärin erregt Interesse des Chefs Nebenrolle als attraktive Blondine | Monty Woolley, Thelma Ritter, Jean Peters                  | Harmen Jones         | Komödie 77 min/sw           | Fox    |
| 1951 |                                                  | Love Nest                                      | Roberta „Bobbie“ Stevens – macht Ehefrau eifersüchtig Nebenrolle als verführerische Blondine | June Haver, William Lundigan, Frank Fay                    | Joseph M. Newman     | Komödie 84 min/sw           | Fox    |
| 1951 |                                                  | Let’s Make It Legal                            | Joyce Mannering – Model möchte sich Millionär angeln Kleine Nebenrolle als attraktive Blondine | Claudette Colbert, Macdonald Carey, Barbara Bates          | Richard Sale         | Komödie 77 min/sw           | Fox    |
| 1952 | Vor dem neuen Tag                                | Clash by Night                                 | Peggy – Sardinenpackerin in Fischfabrik Nebenrolle in Milieustudie als selbstbewusste junge Arbeiterin                                                                                                 | Barbara Stanwyck, Keith Andes, Paul Douglas                | Fritz Lang           | Drama 105 min/sw            | RKO    |
| 1952 | Wir sind gar nicht verheiratet                   | We're Not Married!                             | Annabel Jones Norris – wird zur Mrs. Mississippi gekürt Kleine Rolle in Geschichte über fünf Paare | Ginger Rogers, F. Allen, V. Moore, D. Wayne, Zsa Zsa Gabor | Edmund Goulding      | Komödie 86 min/sw           | Fox    |
| 1952 | Versuchung auf 809                               | Don't Bother to Knock                          | Nell Forbes – psychopathisches Kindermädchen Erste Hauptrolle als Charakterdarstellerin | Richard Widmark, Anne Bancroft                             | Roy Ward Baker       | Drama 76 min/sw             | Fox    |
| 1952 | Fünf Perlen / Der Vagabund und die Gerechtigkeit | O. Henry’s Full House / The Cop and the Anthem | Straßenmädchen Cameo-Auftritt in Episodenfilm | Fred Allen, Anne Baxter, Richard Widmark                   | Henry Koster         | Episoden- film 117 min/sw   | Fox    |
| 1952 | Liebling, ich werde jünger                       | Monkey Business                                | Lois Laurel – jugendliche Sekretärin eines Wissenschaftlers Nebenrolle als attraktive Blondine | Cary Grant, Ginger Rogers, Charles Coburn                  | Howard Hawks         | Screwball-Komödie 97 min/sw | Fox    |
| 1953 | Niagara                                          | Niagara                                        | Rose Loomis – Ehebrecherin scheitert tödlich mit Mordplan Durchbruch als Filmstar mit Charakterrolle als Femme fatale                                                                                  | Joseph Cotten, Jean Peters                                 | Henry Hathaway       | Thriller 92 min/f           | Fox    |
| 1953 | Blondinen bevorzugt                              | Gentlemen Prefer Blondes                       | Lorelei Lee – Diamanten liebendes Showgirl auf Reisen Hand- und Schuhabdrücke am Grauman’s Chinese Theatre                                                                                             | Jane Russell, Charles Coburn, Elliot Reid                  | Howard Hawks         | Musik- Komödie 91 min/f     | Fox    |
| 1953 | Wie angelt man sich einen Millionär?             | How to Marry a Millionaire                     | Pola Debevoise – kurzsichtiges Model sucht reichen Mann Grable trat mit Film ihre Rolle als Sexbombe an Monroe ab                                                                                      | Betty Grable, Lauren Bacall, William Powell                | Jean Negulesco       | Komödie 95 min/f            | Fox    |
| 1954 | Fluß ohne Wiederkehr                             | River of No Return                             | Kay Weston – Saloon-Sängerin entscheidet sich für Farmer Brillante Naturaufnahmen in CinemaScope | Robert Mitchum, Tommy Rettig, Rory Calhoun                 | Otto Preminger       | Western 91 min/f            | Fox    |
| 1954 | Rhythmus im Blut                                 | There’s No Business Like Show Business         | Vicky Parker – Garderobiere macht Karriere als Tänzerin Aufwendige Produktion in Farbe mit Songs von Irving Berlin                                                                                     | Ethel Merman, Dan Dailey, Donald O’Connor, Mitzi Gaynor    | Walter Lang          | Film- musical 117 min/f     | Fox    |
| 1955 | Das verflixte 7. Jahr                            | The Seven Year Itch                            | Das Mädchen – lässt Strohwitwer gute Vorsätze vergessen Szene mit über U-Bahn-Schacht hochgewehtem Kleid Nominierung für British Film Academy Award                                                    | Tom Ewell, Evelyn Keyes                                    | Billy Wilder         | Komödie 105 min/f           | Fox    |
| 1956 | Bus Stop                                         | Bus Stop                                       | Chérie – Heirat mit Cowboy statt „Karriere“ in Nachtclub Charakterrolle; gute Kritiken für Monroes Darstellung Nominierung für Golden Globe Award                                                      | Don Murray, Arthur O’Connell                               | Joshua Logan         | Komödie/ Drama 96 min/f     | Fox    |
| 1957 | Der Prinz und die Tänzerin                       | The Prince and the Showgirl                    | Elsie Marina – Revuetänzerin verliebt sich in Prinzregenten Werk der Marilyn Monroe Productions Inc.; gute Kritiken David di Donatello und Étoile de Cristal; Nominierungen für BAFTA und Laurel Award | Laurence Olivier                                           | Laurence Olivier     | Komödie 115 min/f           | WB     |
| 1959 | Manche mögen’s heiß                              | Some Like It Hot                               | Sugar „Kane“ Kowalczyk – Sängerin in amourösem Chaos Monroes erfolgreichster Film; beste Komödie gemäß AFI Golden Globe Award und 2. Platz Laurel Awards                                               | Tony Curtis, Jack Lemmon                                   | Billy Wilder         | Komödie 120 min/sw          | UA     |
|      |                                                  |                                                | 1960er |                                                            |                      |                             |        |
| 1960 | Machen wir’s in Liebe                            | Let’s Make Love                                | Ramona Dell – Broadway-Aktrice hält Konzernchef für Double Trotz witzigen Plots und guter Kritiken kein großer Erfolg                                                                                  | Yves Montand, Frankie Vaughan, Tony Randall                | George Cukor         | Komödie 119 min/f           | Fox    |
| 1961 | Misfits – Nicht gesellschaftsfähig               | The Misfits                                    | Roslyn Taber – Nachtclubtänzerin will neues Leben beginnen Charakterrolle nach Originaldrehbuch von Arthur Miller                                                                                      | Clark Gable, Eli Wallach, Montgomery Clift                 | John Huston          | Drama 124 min/sw            | UA     |
| 1962 | Something’s Got to Give                          | Something’s Got to Give                        | Ellen Wagstaff Arden – Die tot geglaubte Ehefrau kehrt heim Unvollendet | Dean Martin, Cyd Charisse                                  | George Cukor         | Komödie 37 min/f            | Fox    |